# Leptogomphus palawanus
Leptogomphus palawanus är en trollsländeart som beskrevs av Syoziro Asahina 1968. Leptogomphus palawanus ingår i släktet Leptogomphus och familjen flodtrollsländor. Inga underarter finns listade i Catalogue of Life.